# Arctia angelica
Arctia angelica là một loài bướm đêm thuộc phân họ Arctiinae, họ Erebidae.